# Isto não É um Filme
Isto Não É um Filme (no original em persa این فیلم نیست) é um documentário iraniano de 2011, dirigido por Jafar Panahi e Mojtaba Mirtahmasb. O filme teve sua première mundial no Festival de Cannes e chegou até o evento graças a uma operação clandestina, em que o co-diretor Mojtaba Mirtahmasb, conseguiu contrabandear uma cópia do filme num pen drive escondido dentro de um bolo. Trata-se do primeiro trabalho ilegal de Jafar Panahi após a condenação que o impediu de realizar e produzir filmes.
O longa foi feito no apartamento de Jafar Panahi, enquanto cumpria prisão domiciliar, e boa parte das imagens foram captadas com a câmera de um celular. O documentário retrata um dia na difícil rotina de Panahi perseguido pelo governo de Mahmoud Ahmadinejad.